# Trivial File Transfer Protocol
TFTP (англ. Trivial File Transfer Protocol — простой протокол передачи файлов) используется главным образом для первоначальной загрузки бездисковых рабочих станций. TFTP, в отличие от FTP, не содержит возможностей аутентификации (хотя возможна фильтрация по IP-адресу) и основан на транспортном протоколе UDP.

## Применение
Основное назначение TFTP — обеспечение простоты реализации клиента. В связи с этим он используется для загрузки бездисковых рабочих станций, загрузки обновлений и конфигураций в «умные» сетевые устройства, записи статистики с мини-АТС (CDR) и аппаратных маршрутизаторов/файрволов.
TFTP наряду с HTTP используется для программирования микроконтроллеров методом In-Application Programming (IAP) через интерфейс Ethernet.

## Безопасность
Поскольку протокол не поддерживает аутентификации, единственный метод идентификации клиента — это его сетевой адрес (который может быть подделан).
Обычно в Unix-системах tftpd доступен только каталог /tftpboot. Однако в старых TFTP-серверах было возможным получить файл паролей командой RRQ ../etc/passwd.
Демон tftpd (одна из реализаций tftp-сервера) отказывается обрабатывать файлы, содержащие в своём имени комбинацию «/../» или начинающуюся с «../». Запись разрешается только в файлы, которые уже существуют (любого размера, например нулевого), и доступны для публичной записи (права доступа: -rw-rw-rw-). 
Дополнительная защита от доступа к произвольным файлам осуществляется с помощью смены корневого каталога на каталог tftpd (обычно /usr/TFTPRoot).

## Типы пакета
В протоколе TFTP предусмотрены 4 вида пакетов, кодируемые пятью кодами операции (англ. opcode). Для кода операции зарезервированы два первых байта в пакете:
- RRQ/WRQ packet — пакет запроса чтения (Read request; opcode 1) или записи (Write request; opcode 2);
- Data packet — пакет с данными (opcode 3);
- ACK packet — пакет подтверждения (Acknowledgment; opcode 4);
- Error packet — пакет с сообщением об ошибке (opcode 5).

## Запросы на чтение и запись
Для начала передачи данных клиент должен послать серверу WRQ или RRQ-пакет. У обоих пакетов формат одинаковый:
| 0x01/0x02 (тип пакета) | Имя файла      | 0x00 (конец строки) | Режим передачи | 0x00 (конец строки) | Опции… (если есть) |
| ---------------------- | -------------- | ------------------- | -------------- | ------------------- | ------------------ |
| 2 байта                | строка в ASCII | 1 байт              | строка в ASCII | 1 байт              | См. «Опции»        |

В TFTP существует 2 режима передачи (режим Mail, определенный в IEN 133, признан устаревшим):
- netascii — файл перед передачей перекодируется в ASCII.
- octet — файл передается без изменений.

После получения RRQ-пакета сервером, он сразу начинает передачу данных. В случае с WRQ-запросом — сервер должен прислать ACK-пакет c номером пакета 0.

## Процесс передачи данных
После получения запроса RRQ сервер сразу посылает в качестве подтверждения пакет с данными и с ID пакета, равным единице. В WRQ в качестве подтверждения используется ACK с ID, равным нулю. Всего по TFTP можно передать 32 МБ (65536 * 512 / 1024²), однако, из-за использования знакового int вместо беззнакового, размер подтверждения ограничен 16 мегабайтами.
Однако если клиент и сервер поддерживают расширения протокола RFC 2347 и RFC 2348, то максимальный размер передаваемого файла увеличивается до 4 ГБ.

## Опции TFTP
В RFC 2347 был предусмотрен формат опций, которые можно присоединять к окончанию RRQ-пакета и WRQ-пакета:
| Код опции      | 0x00 (конец строки) | Значение опции | 0x00 (конец строки) |
| -------------- | ------------------- | -------------- | ------------------- |
| строка в ASCII | 1 байт              | строка в ASCII | 1 байт              |

Опций может быть несколько. Тогда они будут следовать друг за другом. Порядок опций не важен.
В ответ на RRQ (или WRQ) с опциями, сервер должен прислать OACK со списком опций, которые сервер принял.
Наиболее распространённые опции:
| Название                              | Определена в | Код опции | |
| ------------------------------------- | ------------ | --------- | --- |
| Размер блока                          | RFC 2348     | blksize   | В качестве значения опции идёт число, принимающее значение от 8 до 65464, обозначающее размер блока.                                            |
| Интервал повторной передачи (Timeout) | RFC 2349     | timeout   | В качестве значения опции идёт число, принимающее значение от 1 до 255, обозначающее время ожидания перед повторной передачей блока в секундах. |
| Размер файла                          | RFC 2349     | tsize     | В качестве значения опции идёт число, обозначающее размер передаваемого файла в байтах.                                                         |

## Ошибки
В TFTP информация об ошибке имеет следующий формат:
| 0x05 (тип пакета) | Код ошибки | Описание ошибки | 0x00 (конец строки) |
| ----------------- | ---------- | --------------- | ------------------- |
| 2 байта           | 2 байта    | строка в ASCII  | 1 байт              |

Код ошибки может принимать одно из значений, перечисленных в STD 33 (за исключением кода 8 — он описан в RFC 2347). Вот они:
| Код ошибки | Описание                                 |
| ---------- | ---------------------------------------- |
| 0          | Нет определенного кода, см. текст ошибки |
| 1          | Файл не найден                           |
| 2          | Доступ запрещен                          |
| 3          | Невозможно выделить место на диске       |
| 4          | Некорректная TFTP-операция               |
| 5          | Неправильный Transfer ID                 |
| 6          | Файл уже существует                      |
| 7          | Пользователь не существует               |
| 8          | Неправильная опция                       |

## Схема URI
В RFC 3617 определен формат URI для TFTP. Он, имеет следующий вид:
```
tftp://[узел назначения]/[нужный файл];mode=[режим передачи]
```

Например:
```
tftp://example.com/todo.txt;mode=netascii
```

## Стандарты
- RFC 1350 (STD33) — спецификация TFTP
- RFC 2347 — опции TFTP
- RFC 3617 — схема URI

### Опции
- RFC 2348 — размер блока
- RFC 2349 — тайм-аут